# Craig Burns
Craig Burns (ur. 7 października 1988) – australijski lekkoatleta specjalizujący się w biegach sprinterskich.
W 2013 wszedł w skład australijskiej sztafety 4 × 400 metrów, która zajęła 8. miejsce na mistrzostwach świata w Moskwie.

## Osiągnięcia
| Rok  | Impreza                    | Miejsce | Konkurencja             | Lokata     | Wynik   |
| ---- | -------------------------- | ------- | ----------------------- | ---------- | ------- |
| 2013 | Mistrzostwa świata         | Moskwa  | sztafeta 4 × 400 metrów | 8. miejsce | 3:02,26 |
| 2014 | Igrzyska Wspólnoty Narodów | Glasgow | sztafeta 4 × 400 metrów | 6. miejsce | 3:04,19 |

## Rekordy życiowe
- Bieg na 200 metrów – 20,76 (2013)
- Bieg na 400 metrów – 45,94 (2015)